# Trojiški samostan sv. Sergija

Trojiška lavra sv. Sergija (rusko: Свято-Троицкая Сергиева лавра ali Троице-Сергиева лавра), eden najpomembnejših duhovnih centrov Ruske pravoslavne cerkve.
Samostan je ustanovil Sergij Radoneški v 14. stoletju na lokaciji sedanjega mesta Sergijev Posad. V zgodovini je imel pomembno vlogo pri združevanju ruskih kneževin. Bil je središče ruske duhovnosti in kulture in sedež metropolita. Iz njega so izšli ustanovitelji in predstojniki številnih ruskih samostanov. Danes je pomemben spomenik ruske arhitekture in ruske kulturne dediščine]]. V njem sta duhovna akademija in semenišče. Od leta 1993 je vključen na seznam Unescove svetovne dediščine.

## Zgodovina samostana
Sergij Radoneški je v 1330-ih na griču v samoti gozda postavil leseno cerkvico, ki jo je posvetil sveti Trojici. Ko se je razvedelo za njegovo pobožnost, so se mu pridružili še drugi menihi, ki so si zgradili okrog cerkvice bivališča. Nastal je samostan. Leta 1355 je Sergij vpeljal stroga pravila življenja meniške skupnosti, ki je tedaj potrebovala še nove zgradbe, kot so jedilnica, kuhinja, pekarna. Območje samostana so obdali z leseno obrambno palisado.
Sergij si je z umirjenostjo, razumom in doslednostjo hitro pridobil ugled tudi zunaj samostana. Uspelo mu je pobotati med seboj sprte ruske kneze, tako da so združili svoje vojske in dosegli odločilno zmago nad Mongoli v bitki pri Kulikovem (1380). Vseeno pa so Tatari še naprej vpadali na rusko ozemlje in ob vdoru leta 1408 požgali samostan. Sergijev učenec in naslednik Nikon je samostan v nekaj letih obnovil.
Odtlej je samostan z darili in nadarbinami hitro bogatel in po Rusiji so se začele pojavljati njegove podružnice. Leta 1422-23, ob kanonizaciji svetega Sergija, so nad njegovim grobom zgradili novo cerkev sv. Trojice, prvo kamnito zgradbo v samostanu. Leta 1476 je moskovski veliki knez Ivan III. naročil mojstrom iz Pskova, da so zgradili cerkev sv. Duha.
Samostan je v letih 1540-60 dobil visoko, 1,5 km dolgo, kamnito obzidje z obrambnimi stolpi in je bil vključen v sistem utrdb okrog Moskve. Ob tej priložnosti je bilo območje samostana razširjeno in zgrajene so bile nove stavbe, vključno majhna cerkev nad Nikonovim grobom, bolnišnica, meniške celice in prebivališče za carja. Leta 1559 je car Ivan Grozni v spomin na zavzetje Kazana (1552) naročil gradnjo cerkve Marijinega vnebovzetja. Cerkev so gradili 26 let. Okrog samostana je zrasla vas, v kateri so prebivali delavci, zaposleni pri gradnji.
V letih nemirov po smrti carja Borisa Godunova je samostan 16 mesecev kljuboval obleganju litovsko-poljskih čet vojvode Jana Sapjehe (1608-10) in leta 1618 uspešno prestal obleganje poljskega princa Vladislava. Po ponovni stabilizaciji Ruskega carstva (1613) so darovi v samostan prihajali še obilneje, kar jo omogočilo, da so že itak močno obzidje dodatno povišali in okrepili. Koncem 17. stoletja je mladi Peter I. za obzidjem dvakrat našel zavetje pred samovoljnimi in nevarnimi strelci (1682 , 1689). Potem ko se je utrdil na oblasti, je dal zgraditi v samostanu vrsto novih zgradb v baročnem slogu, med njimi nov refektorij s cerkvijo sv. Sergija, novo carsko palačo, cerkev nad vodnjakom Marijinega vnebovzetja; cerkev sv. Janeza Krstnika nad glavnim vhodom v samostan je plačal veletrgovec Stroganov.
Leta 1744 je carica Elizabeta, ki je vsako leto peš romala iz Moskve do samostana, povzdignila samostan v lavro (pravoslavni samostan najvišjega reda). Spremljal jo je njen neuradni mož Aleksej Razumovski, ki je leta 1745 naročil gradnjo cerkve ikone Matere Božje Smolenske.
Po uničujočem požaru leta 1746, v katerem je bila uničena večina lesenih konstrukcij, je bilo mnogo stavb obnovljenih v bogatejši, bolj monumentalni izvedbi in z na novo dodanimi elementi. Zgradili so petnadstropni zvonik, palača metropolita je dobila sedanjo obliko. Samostan je živel svoje zlato obdobje in se je s posestmi in gospodarskimi enotami po vsej Rusiji razvil v mogočno gospodarsko podjetje.
V poznem 18. in v 19. stoletju so s politiko sekularizacije cerkvenih posesti, ki jo je vpeljala Katarina Velika, začele tudi posesti lavre prehajati v lastništvo države. Leta 1782 so naselja okrog samostana dobila status mesta, ki se je imenovalo po Sergiju. Železnica iz Moskve je povečala pritok obiskovalcev in romarjev, kar je potegnilo za seboj razcvet mesta. Leta 1814 je bila prenesena v Trojiški samostan moskovska duhovna akademija.
Po revoluciji je sovjetska oblast samostan nacionalizirala in zaprla (1918). Stavbe so služile različnim posvetnim institucijam ali pa so bile proglašene za muzeje. Leta 1930 so bili uničeni zvonovi, vključno 65 tonski car zvonov. Mnoge dragocenosti so izginile ali pa so bile prenesene v druge zbirke.
Leta 1945, potem ko je Stalinova netolerantnost do duhovščine v drugi svetovni vojni nekoliko popustila, je bila lavra vrnjena Ruski pravoslavni Cerkvi. Leta 1946 se je v obnovljeni cerkve Marijinega vnebovzetja spet začela služba božja. Lavra je spet postala sedež moskovskega patriarhata in bila to do leta 1983, ko so dovolili patriarhu, da se je preselil v Moskvo, v prenovljeni Danilov samostan. Odtlej nadaljuje lavra svoje poslanstvo kot najpomembnejši center duhovne vzgoje.
V 1960-ih in 1970-ih so potekala v lavri obsežna restavratorska dela. Obnovljeni samostan je prvovrstna turistična privlačnost. Leta 1993 je bil vpisan na seznam Unescove svetovne dediščine.

## Arhitekturne znamenitosti
Prostorski načrt lavre je podan na sliki desno. V zunanji povezavi je prikazana tudi [aksonometrična skica lavre], kakor jo je naslikal arhitekt njene obnove V. I. Baldin.
- Cerkev sv. Trojice (št. 1 na prostorskem načrtu lavre) je bila zgrajena nad grobom sv. Sergija v letih 1422-23 kot prva kamnita cerkev v samostanu. Posmrtni ostanki sv. Sergija so sedaj shranjeni v srebrni skrinji znotraj cerkve in so še vedno glavni cilj romarjev. -- Beli zidovi so na zunanji strani okrašeni s trivrstnimi frizi in z značilnimi ruskimi zatrepi (kokošniki). Notranjost je bila originalno poslikana s freskami Andreja Rubljova in Danila Čjornija, ki pa so danes večinoma preslikane. Ohranil se je njun ikonostas z znamenito ikono Rubljova Trojico v središču; original ikone je danes v Tretjakovski galeriji v Moskvi; ikonostas vključuje tudi dve ikoni poznanega ruskega slikarja Simona Ušakova: Sveti obraz (1674) in Kristus na prestolu (1684).

- Nikonova cerkev (št. 2). Prečastiti Nikon Radoneški, ki je kot trojiški iguman nasledil Sergija Radoneškega, je bil pokopan južno od cerkve sv. Trojice. Leta 1458 je dal car Vasilij III. nad njegovim grobom zgraditi cerkev, ki je bila leta 1623 predelana v današnje obliko; cerkev je prislonjena ob cerkev sv. Trojice in ravno tako okrašena s kokošniki; njeni beli zidovi so okrašeni z vzorcem slepih arkad.

- Cerkev sv. Duha iz leta 1476 (št. 3); štiristebrna zgradba z eno kupolo in tremi apsidami je zgrajena iz belega apnenca. Stene so v notranjosti okrašene z glaziranimi keramičnimi ploščicami, kar je eden prvih takih primerov v Rusiji.

- Cerkev Marijinega vnebovzetja (št. 4), zgrajena v letih 1559-85, zavzema osrednje mesto v samostanu. Zgrajena je bila po vzoru istoimenske cerkve v moskovskem Kremlju. Šeststebrna zgradba je pokrita z osrednjo zlato kupolo in štirimi modrimi kupolami, posutimi z zvezdami. Pilastri in dve vrsti ozkih oken na fasadi poudarjajo vitkost zgradbe. Notranjost je poslikana s freskami priznane Jaroslaveljske šole slikarjev pod vodstvom Dimitrija Grigoreva; njihova imena so napisana pod fresko Poslednje sodbe na zahodni steni. Prelep ikonostas iz 16-18 stoletja vključuje tudi ikono S. Ušakova Zadnja večerja.

- Nekdanja bolnišnica in cerkev svetih Zosima in Savatija (št. 5), zgrajena v letih 1635-38. Cerkev ima piramidast zvonik in šotorasto ostrešje, kar je redkost v Rusiji.

- Refektorij in cerkev sv. Sergija (št. 6), zgrajena v letih 1686-92. V pritličnem delu zgradbe, oblikovanem kot nekak visoki podstavek, so bili nekoč številni delovni prostori kot so kuhinja, pekarna, pomivalnica, jedilnica za romarje itn. Fasada je neobičajno bogato okrašena s stebri in reliefi ter poslikana s svetlo-temnimi vzorci. Še posebej dekorativna je odprta galerija ob vhodu. Veliko dvorano, ob zgraditvi s 510 m2 največjo v Rusiji, pokriva obok brez vmesnih podpornih stebrov. Izjemno poslikavo oboka in sten je naročila Katarina Velika. -- Jedilnica menihov je v manjši dvorani, ki je na južni strani prislonjena ob glavno stavbo. Proti vzhodu se stavba nadaljuje v dvonadstropno cerkev sv. Sergija. Zgornje nadstropje se uporablja za hranjenje samostanskih rokopisov. Stavba je lep primer moskovskega baroka.

- Cerkvica, posvečena igumanu Mihevu (št. 7) ob severozahodnem vogalu refektorija je bila zgrajena leta 1734, njena fasada pa poslikana v 19. stoletju.

- 'Nadvratno' cerkev Rojstva Janeza Krstnika (št. 8) je v letih 1693-99 zgradila družina veletrgovcev Stroganov za (in deloma nad) glavnimi vrati obzidja. Rdeča opečnata stavba s petimi kupolami je okrašena s stebri in okraski iz belega kamna. Spodnji del cerkve predira obok, ki je podaljšek oboka vhodnih vrat. Na obeh straneh oboka vodijo stopnice v kockasto oblikovan masiv zgornjega dela cerkve. Cerkev je obkrožena z galerijo.

- Cerkev Smolenske ikone Matere Božje (št. 9) iz leta 1734 je centralno zasnovana opečna cerkev, baročno bogato okrašena z elementi iz belega kamna. Obkroža jo dvojno stopnišče. Notranjost je lahka in prostorna; originalna okrasitev prostora ni ohranjena.

- Cerkev Nad vodnjakom (št. 10) iz poznega 17. stoletja z rotundo nad izvirom Marijinega vnebovzetja ob njej, dodano v 19. stoletju.

- Zvonik (št. 11), zgrajen v letih 1741-69. Petnadstropni zvonik je zgrajen iz opeke in ometan. Za okrasne okvire in stebre je uporabljen beli kamen. V zvoniku je obešenih 42 zvonov, najtežjega, 64 tonskega, so vlili kar v lavri.

- Grobnica carja Borisa Godunova in njegove družine (št. 12). Grobnica je bila prvotno v cerkvi Marijinega vnebovzetja, leta 1780 pa so jo iz cerkve preselili na njen severozahodni vogal.

- Palača metropolita (št. 13) je dobila današnji baročni izgled leta 1778.

- Carjeva palača (št.14), zgrajena koncem 17. stoletja za carja Alekseja in predelana leta 1814 ob vselitvi moskovske duhovne akademije. Podobnost stavbe z refektorijem kaže, da so jo verjetno gradili isti mojstri. Fasada je poslikana s svetlo-temnim geometrijskim vzorcem. Okna v zgornji etaži so obdana z vzorci iz keramičnih ploščic. Slavnostni stopnišči so leta 1814 odstranili. Leta 1896 je bil vzhodni del palače spremenjen v cerkev.

- Zakristija ali zakladnica (št. 15) je bila zgrajena leta 1782 v zgodnje-klasicističnem slogu; hrani dragocenosti, knjige in rokopise, ki jih je samostan zbral od 14. do 18. stoletja.

- Obzidje, večinoma iz zgodnjega 17. stoletja. 1500 m dolgo in 12 m visoko obzidje vključuje 11 ohranjenih obrambnih stolpov; trije med njimi ima vgrajena vrata v samostan. Glavna vrata, imenovana tudi Sveta vrata, so v Rdečem stolpu (št. 16), ki je v zgornjem delu oblikovan kot cerkveni zvonik. Notranji obok vhoda je poslikan s freskami, ki prikazujejo prizore iz življenja sv. Sergija. Vrata so vgrajena tudi v Vodni stolp (št. 19), ki je v preteklosti služil kot rezervoar za vodo, in v Stolp z vratci (št. 23). Zelo je popularen Račji stolp (št. 25), ki je dobil svoje ime po pripovedi, da je Peter I. v mladosti z oken streljal race v bližnjem ribniku. Na to zgodbo spominja lik race na konici stolpa.

- Cerkev sv. Trojice in na njeni levi Nikonova cerkev.
- Ikona A. Rubljova Trojica prikazuje tri angele (Gospoda), ki so obiskali Abrahama pri Mamrejevih hrastih (glej Geneza 18,1-15); simbol je starozavezna napoved svete Trojice. Tretjakovska galerija, Moskva.
- Cerkev sv. Duha.
- Cerkev sv. Sergija in refektorij (s severne strani).
- Zgornji del cerkev Rojstva Janeza Krstnika.
- Cerkev Smolenske ikone Matere Božje; levo zadaj sta poslopje nekdanje bolnišnice in zvonik cerkve sv. Zosima in Savatija ter desno Stolp z vratci.
- Rdeči stolp s Svetimi vrati.